# L'occhio del mondo
L'occhio del mondo  (The Eye of the World in originale) è il primo libro del ciclo La Ruota del Tempo, una serie di romanzi fantasy scritta dall'autore americano Robert Jordan.
Nell'edizione americana il volume è stato pubblicato anche diviso in due parti, intitolate rispettivamente From the Two Rivers e To the Blight, la prima delle quali con l'aggiunta di un secondo prologo intitolato Ravens ed incentrato sul giovane personaggio di Egwene al'Vere.

## Trama

### Prologo: Montedrago
Il prologo introduce i personaggi di Lews Therin Telamon, il Drago di quella che poi venne detta Epoca Leggendaria, vittorioso comandante delle Forze della Luce, ed il suo antagonista principale, il Reietto Ishamael. Lews Therin Telamon, colpito dalla pazzia per la Contaminazione di Saidin ha sterminato la sua intera famiglia (perciò verrà ricordato come Kinslayer: "sterminatore del proprio sangue") e in un momento di lucidità indotta da Ishamael, si rende conto di quanto ha fatto. Perciò preso dalla disperazione si suicida con l'Unico Potere, creando la vetta altissima di Montedrago e la vicina isola di Tar Valon.

### Secondo prologo:Ravens
Questo secondo prologo aggiuntivo, venne pubblicato nell'edizione divisa in due de "L'occhio del mondo"; non è ancora stato pubblicato in Italia. È ambientato nei Fiumi Gemelli ed incentrato sulla giovanissima Egwene al'Vere che fa la spola tra il fiume ed il campo di tosatura delle pecore, per portare l'acqua ai tosatori. Lungo il cammino la ragazzina fa alcune considerazioni, si stupisce della presenza così numerosa di corvi tra gli alberi, inoltre si ferma ad osservare di nascosto alcuni degli altri protagonisti (Rand al'Thor, Mat Cauthon e Perrin Aybara, più altri ragazzini), mentre vengono loro raccontate delle storie sull'Epoca Leggendaria.

### Dai Fiumi Gemelli a Shadar Logoth
Le vicende prendono avvio dal villaggio di Emond's Field, nella zona isolata e campagnola dei Fiumi Gemelli. Laggiù i tre protagonisti maschili principali Rand al'Thor, Matrim Cauthon e Perrin Aybara vengono contattati dalla Aes Sedai Moiraine Damodred e dal suo Custode al'Lan Mandragoran, perché sono tre ta'veren. Dopo che il villaggio è stato attaccato dalla Progenie dell'Ombra, l'Aes Sedai induce i ragazzi a seguirla per sfuggire ad un triste destino. In questa loro fuga avventurosa vengono accompagnati da una loro amica, Egwene al'Vere che scopre di poter incanalare l'Unico Potere, e da un menestrello girovago Thom Merrilin.
Nella città di Baerlon i ragazzi subiscono nuove minacce, sia da parte di un Myrddraal che dai Manti Bianchi. Inoltre i loro sogni continuano ad essere minacciati dalle incursioni di Ba'alzamon. Nel frattempo Rand fa conoscenza con un altro personaggio Min Farshaw, una giovane donna con virtù profetiche. Sempre a Baerlon i ragazzi vengono raggiunti dalla Sapiente del loro villaggio, Nynaeve al'Meara che vorrebbe indurli a tornare a casa, ma poi è costretta a seguirli. Fuggendo dalla città e quindi dall'inseguimento dei Trolloc, Moiraine decide infine di far nascondere il gruppo nella città fantasma di Shadar Logoth.
La città malefica di Shadar Logoth è dominata da due esseri estremamente pericolosi: il primo è l'ambiguo Mordeth, il quale induce Mat a trafugare un pugnale d’oro con rubino. Invece l'altro essere è l'entità nebulosa di Mashadar, che vaga nella notte in cerca di prede. Moiraine aveva predisposto delle protezioni per difendersi da tali entità. Ma inaspettatamente i Trolloc penetrano nella città fantasma, sotto lo stimolo dei Myrddraal. Perciò, incalzati dai nemici e minacciati da Mashadar, alla fine i protagonisti si dividono in tre piccoli gruppi, che si danno come obiettivo di ricongiungersi a Caemlyn, la capitale del regno di Andor.

### Da Shadar Logoth a Caemlyn
Il primo gruppo è formato da Rand, Mat e Thom, che trovano rifugio su un vascello fluviale, capitanato da Bayle Domon, che li trasporta fino alla città di Ponte Bianco. Il secondo gruppo è composto da Egwene e Perrin, che sono riusciti a guadare il fiume Arinelle e perciò decidono di cercare di raggiungere Caemlyn a piedi. Infine Moiraine, Lan e Nynaeve proseguono a cavallo, alla ricerca dei ragazzi.
Sul battello fluviale Thom insegna ai ragazzi un po' del suo mestiere (acrobazie a Mat e suonare il flauto a Rand). Inoltre i due giovani protagonisti mostrano i primi segni del loro cambiamento: Rand si comporta in modo strano, rischiando di rompersi il collo saltando dal pennone, mentre Mat comincia ad incupirsi sotto l'influsso del pugnale malefico di Shadar Logoth. Giunti a Ponte Bianco, Thom affronta un Myrddraal per permettere ai ragazzi di fuggire. Rand e Mat credendolo morto, si mettono in strada, per raggiungere a piedi Caemlyn: si guadagnano da vivere come possono, spesso mettendo a frutto gli insegnamenti di Thom, inoltre sfuggono a numerosi agguati orditi dagli Amici delle Tenebre.
Perrin ed Egwene attraversano una landa spopolata, nel tentativo di raggiungere a piedi la capitale. Lungo la strada fanno amicizia con Elyas Machera ed alcuni lupi e Perrin scopre la sua affinità con questi animali. Sempre lungo il loro percorso fanno sosta presso un gruppo di carri di Calderai e stringono amicizia con alcuni di loro. In seguito, allontanatisi dai carri, affrontano la minaccia costituita da enormi stormi di corvi assassini, che imperversano sulle colline, trovando infine rifugio in uno Stedding Ogier abbandonato. Lì però Egwene e Perrin vengono catturati dai Figli della Luce ed il lupo Hopper resta ucciso.
Moiraine, Lan e Nynaeve giunti nel frattempo a Ponte Bianco scoprono il passaggio dei ragazzi e l'intervento del Myrddraal. Inoltre Nynaeve mostra il suo interesse per Lan e scopre di essere anche lei una potente incanalatrice. Moiraine decide di concentrarsi sui ragazzi dei quali ha una traccia. Riesce così a raggiungere il campo dei Manti Bianchi e con una spettacolare operazione di salvataggio, Egwene e Perrin vengono liberati.

### Da Caemlyn all'Occhio del Mondo
Su consiglio di Thom, una volta giunti a Caemlyn, Rand e Mat chiedono ospitalità alla locanda “La benedizione della Regina” gestita da Basel Gill. Mat, sempre più preda dell'influenza nefasta del pugnale, confina se stesso nella sua stanza, mentre Rand va all'esplorazione della città. Per assistere alla processione del Falso Drago catturato, Logain Ablar, Rand si arrampica su un muro del Palazzo Reale; da lì però cade e finisce nei giardini, dove incontra l'erede al trono, Elayne Trakand ed i suoi fratelli. Rand viene dunque portato al cospetto della regina Morgase e dell'Aes Sedai Rossa Elaida. Morgase benevolmente crede alla sua storia e lo fa liberare.
Tornato alla locanda, dove ha fatto anche amicizia con l'Ogier Loial, Rand incontra nuovamente tutti i suoi amici, che guidati da Moiraine, sono riusciti infine a rintracciarlo. Moiraine constata la gravità della situazione di Mat, quindi argina temporaneamente con il suo potere, quello del pugnale maledetto, in vista di una sua completa guarigione a Tar Valon.
Ma la situazione precipita: Caemlyn è circondata e percorsa da nemici, mentre da più voci giungono minacce all'Occhio del Mondo. Moiraine perciò decide di compiere un tentativo disperato per raggiungerlo, usando le pericolosissime Vie Ogier.
Attraverso le Vie, minacciati da Machin Shin, il Vento Nero, un'entità malevola che vaga famelica in quei passaggi, Rand e compagni giungono alla porta di Fal Dara, nello Shienar. Laggiù vengono accolti da Lord Agelmar Jagad, che si sta preparando ad affrontare un'inarrestabile invasione della Progenie dell'Ombra. Nella fortezza di Fal Dara inoltre si ritrova il personaggio di Padan Fain, il venditore ambulante conosciuto all'inizio della storia e che Rand ha intravisto come un mendicante a Baerlon e a Caemlyn. Padan Fain devastato dalla follia, li ha inseguiti fino Fal Dara, dove viene catturato e dove confessa i suoi crimini: si scopre così che in realtà era anche lui un Amico delle Tenebre, messo sulle tracce dei ragazzi.

### L'Occhio del Mondo
Moiraine e Lan guidano quindi i ragazzi dentro la Macchia, alla ricerca dell'Occhio del Mondo. Si scopre così che Lan è il re del perduto regno di Malkier, inghiottito dalla Macchia. Lan e Nynaeve mettono allo scoperto i loro sentimenti reciproci, ma Lan respinge la donna, perché sposare lui, significherebbe sposare un uomo destinato a morire presto. Intanto il gruppo viene perseguitato dagli esseri che imperversano nella Macchia, ma grazie alla necessità, vengono raggiunti da Someshta, l'Uomo Verde, l'ultimo dei Nym, che li conduce finalmente all'Occhio del Mondo: il mitilico luogo si rivela essere un serbatoio di Saidin purissimo, che cioè è stato completamente ripulito dalla contaminazione del Tenebroso durante la Frattura del Mondo da molti Aes Sedai che si sono sacrificati nell'impresa.
Fuori dall'Occhio però vengono minacciati da due Reietti: Aginor e Balthamel. Quest'ultimo viene eliminato dall'Uomo Verde, che sacrifica sé stesso nell'impresa. Ma Aginor ha facile gioco nel tramortire Moiraine e Lan, mentre tutti gli altri fuggono. Aginor infine raggiunge Rand che sta fuggendo, ma preso dall'euforia, assorbe troppo Saidin dall'Occhio e quindi si auto consuma. Invece Rand per la prima volta inizia ad incanalare consapevolmente e viaggiando arriva in tempo a distruggere la Progenie dell'Ombra che sta travolgendo gli Shienaresi nella Battaglia del Passo Tarwin. Infine Rand sconfigge Ba'alzamon in quello che in seguito verrà chiamato Tel'Aran'Rhiod. Nel frattempo Moiraine ha recuperato sul fondo dell'Occhio, ormai svuotato, un cofanetto che contiene il Corno di Valere, un sigillo di cuendillar rotto della prigione del Tenebroso e lo stendardo del Drago Rinato. Il gruppo ritorna quindi a Fal Dara, dove viene accolto tra i festeggiamenti per la vittoria al Passo.

## Edizioni in italiano
- Robert Jordan, L'occhio del mondo, traduzione di G.L. Staffilano, Milano: A. Mondadori, 1992
- Robert Jordan, 1: L'occhio del mondo: romanzo, traduzione dall'inglese di Gaetano Luigi Staffilano, Roma: Fanucci, 2002, fa parte di: La ruota del tempo
- Robert Jordan, La ruota del tempo: L'occhio del mondo, legge Luisa Volpon, Feltre: Centro Internazionale del Libro Parlato, 2017